# Evangelische Pfarrkirche Neuhaus am Klausenbach

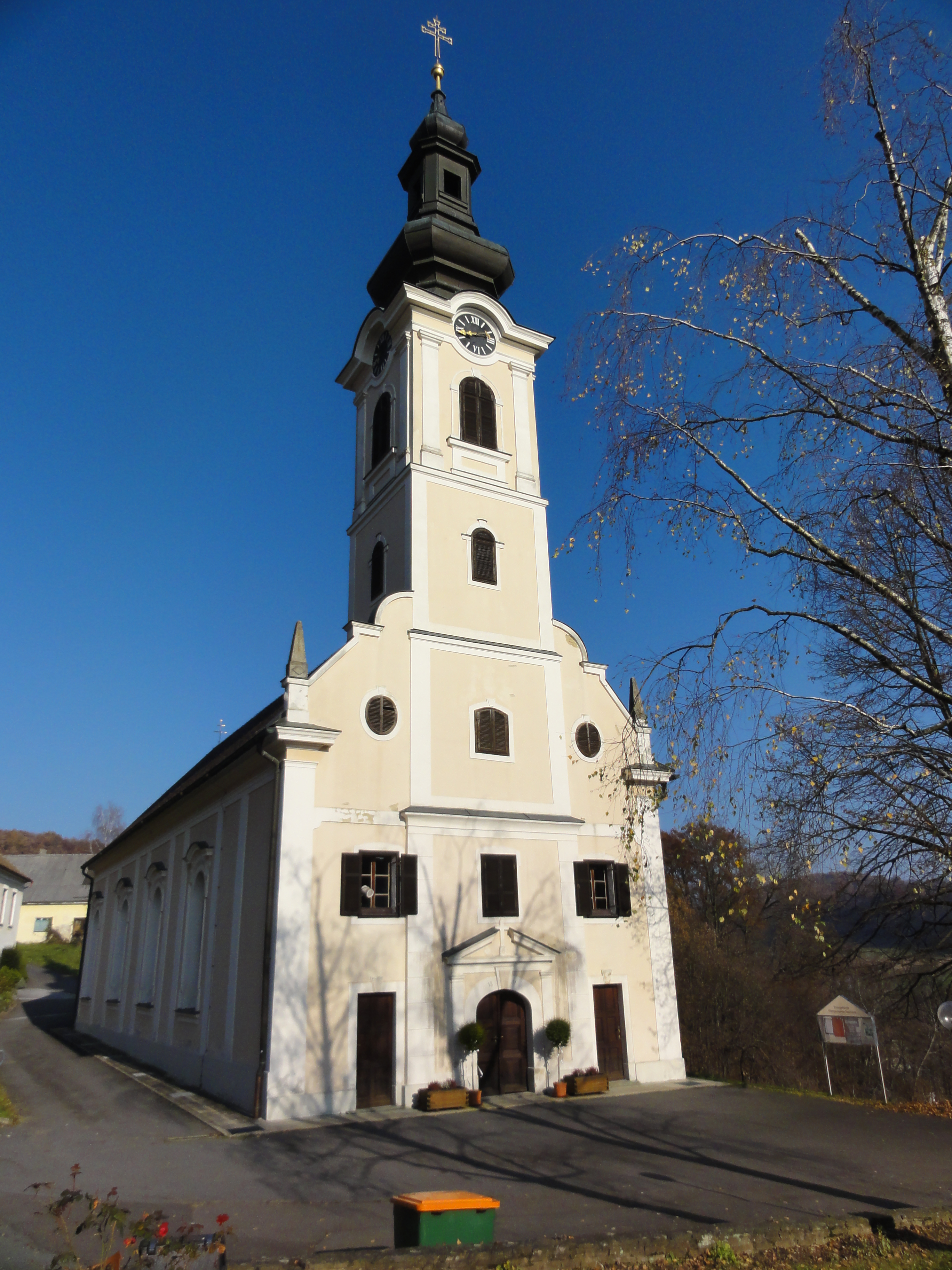
Evangelische Pfarrkirche A. B. in Neuhaus am Klausenbach

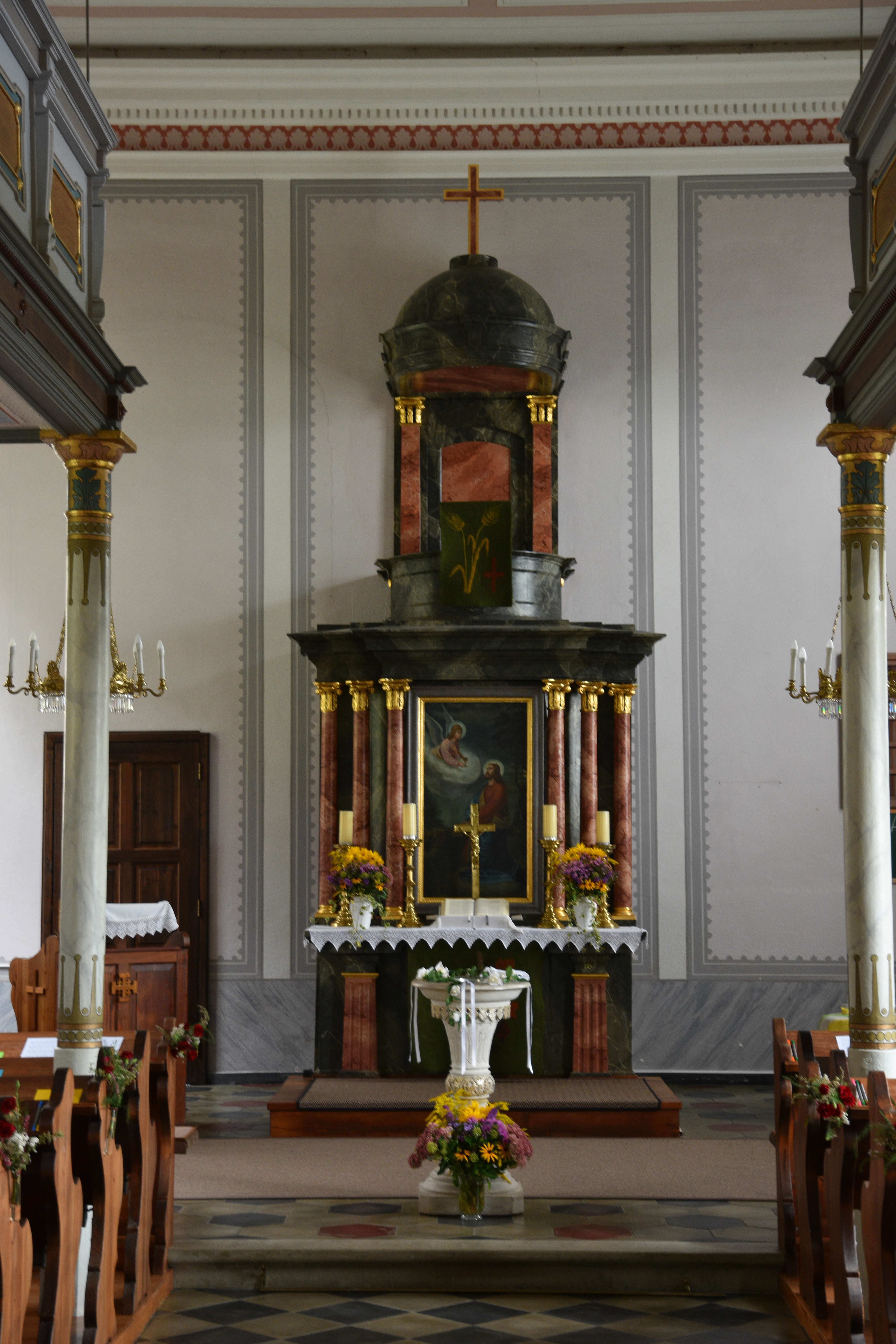
Der Hochaltar der Pfarrkirche

Die Evangelische Pfarrkirche A. B. ist ein evangelisch-lutherisches Kirchengebäude in Neuhaus am Klausenbach. Es steht über dem Ort am Hang des Burgberges neben der römisch-katholischen Stephanskirche.
Das Gebäude wurde 1794 als Toleranzbethaus errichtet. Nach einer Inschrift am Südportal erfolgte die Umgestaltung zur von außen aus solche erkennbaren Kirche mit Kirchturm im Jahr 1801. Das Kirchenschiff mit Flachdecke und umlaufender Empore auf Eisenstützen im klassizistischen Stil mit eingezogenem niedrigem Polygonalchor hat im Süden einen Fassadenturm mit einem hohen Zwiebelhelm. Die Kirchenfenster haben eine reich gegliederte Rahmung. Der einfache Kanzelaltar ist aus dem Jahre 1801. Die Kirche und das Pfarrhaus erfuhren Mitte des 19. Jahrhunderts eine Erweiterung, daneben wurde ein Wirtschaftsgebäude errichtet, das als Gemeindesaal genutzt wurde. 1894 erhielt der Kirchturm eine Uhr sowie einen Taufstein aus Berlin. Das Altarbild mit einer Darstellung von Jesus in Getsemani stammt ebenfalls vom Ende des 19. Jahrhunderts. 1905 erhielt die Evangelische Pfarrkirche Neuhaus am Klausenbach eine 1981 und 2003 renovierte Orgel. Die Glocken wurden im Zweiten Weltkrieg eingeschmolzen und 1949 durch neue ersetzt. 1981 erfuhr die Kirche anlässlich der Feier zu 200 Jahren Toleranzpatent eine umfassende Sanierung. Das Pfarrhaus wurde 2007 saniert. In diesem Jahr erhielt die Gemeinde auch einen neuen Gemeindesaal.